# Armau
Pour les articles homonymes, voir Armau.
Armau est une ancienne commune française du département des Pyrénées-Atlantiques. En 1831, la commune fusionne avec Luc pour former la nouvelle commune de Luc-Armau.

## Géographie
Le village est situé au nord-est du département et de Pau, à la frontière avec les Hautes-Pyrénées.

## Toponymie
Le toponyme Armau apparaît sous la forme 
Hermau (XIVe siècle, censier de Béarn), 
Armau sur la carte de Cassini (fin XVIIIe siècle) et 
Arman (1793).
Michel Grosclaude propose l’étymon occitan erm (du latin eremum, « désert »), augmenté du suffixe qualitatif -au (du latin -alem), assemblage signifiant « (lieu) désertique ».

## Administration
| Période | Période | Identité | Étiquette | Qualité |
| ------- | ------- | -------- | --------- | ------- |

## Démographie
Paul Raymond note qu'en 1385, Armau comptait un feu. Le village dépendait du bailliage de Lembeye.
| 1793 | 1800 | 1806 | 1821 |
| ---- | ---- | ---- | ---- |
| 94   | 102  | -    | 146  |

## Culture locale et patrimoine

### Patrimoine civil
Le château d'Armau, au lieu-dit Manibete, date du XVIIe siècle.

### Patrimoine religieux
L'église Saint-Jean fut reconstruite au XVIIe siècle. Elle recèle du mobilier inscrit à l'Inventaire général du patrimoine culturel.

## Pour approfondir